# Koreanische Birke
Die Koreanische Birke (Betula costata) oder Gerippte Birke ist ein mittelgroßer Laubbaum aus der Gattung der Birken in der Familie der Birkengewächse (Betulaceae). Das Verbreitungsgebiet liegt in Korea, China und dem östlichen Russland.

## Beschreibung
Die Koreanische Birke ist ein bis 20 Meter hoher Baum mit hellgelber bis graugelber, sehr dünn abrollender und sich in großen Schuppen lösender Rinde. Junge Triebe sind braun, behaart und haben zahlreiche Drüsen. Die derb ledrigen Blätter sind eiförmig, 3,5 bis 7 Zentimeter lang und 1,5 bis 4,5 Zentimeter breit, lang zugespitzt mit meist abgerundeter Basis und fein und scharf doppelt gesägtem Rand. Die Blattoberseite ist hellgrün und häufig leicht behaart, die Unterseite ist ebenfalls hellgrün und mit Drüsen besetzt. Je Blatt werden 10 bis 16 rippenartig hervortretende Nervenpaare gebildet. Der Blattstiel ist 0.8 bis 1,5 Zentimeter lang. Die Herbstfärbung ist goldgelb. Als weibliche Blütenstände werden 2 Zentimeter lange, ellipsoide bis kugelige Kätzchen gebildet. Die Mittellappen der Fruchtschuppen sind doppelt so lang wie die Seitenlappen. Die Früchte sind verkehrt eiförmige, etwa 2,5 Millimeter große, unbehaarte Nüsschen mit häutigen Flügeln. Die Art blüht von Mai bis Juni, die Früchte reifen von Juli bis September.

## Verbreitung und Ökologie
Das Verbreitungsgebiet liegt in Korea, in den chinesischen Provinzen Hebei, Heilongjiang, Jilin, Liaoning, der Inneren Mongolei und in der russischen Region Primorje. Dort wächst sie in kühlfeuchten Mischwäldern in Höhen von 600 bis 2500 Metern auf mäßig trockenen bis frischen, wenig nährstoffreichen, schwach sauren bis alkalischen Böden an sonnigen bis lichtschattigen, sommerkühlen und winterkalten Standorten. Die Art ist frosthart.

## Systematik und Forschungsgeschichte
Die Koreanische Birke (Betula costata) ist eine Art aus der Gattung der Birken (Betula) in der Familie der Birkengewächse (Betulaceae). Die Erstbeschreibung erfolgte 1859 durch Ernst Rudolph von Trautvetter in den Mémoires présentés a l'Académie Impériale des Sciences de St.-Pétersbourg par Divers Savans et lus dans ses assemblées.  Synonyme sind Betula ermanii var. costata und Betula ulmifolia var. costata.

## Verwendung
Das Holz wird als Heizmaterial und zur Herstellung von Holzkohle verwendet. Die Art wird aufgrund der bemerkenswerten Herbstfärbung häufig als Zierbaum verwendet.

## Nachweise